# Stenoxenus coomani
Stenoxenus coomani är en tvåvingeart som beskrevs av Seguy 1931. Stenoxenus coomani ingår i släktet Stenoxenus och familjen svidknott. Inga underarter finns listade i Catalogue of Life.